# Moreirense FC
Moreirense Futebol Clube är en portugisisk fotbollsklubb baserad i Moreira de Cónegos, Guimarães. Klubben grundades den 1 november 1938 och spelar sina hemmamatcher på Parque de Jogos Comendador Joaquim de Almeida Freitas, som har en kapacitet på 6 000 åskådare. 
Klubben blev säsongen 2011–12 uppflyttade efter en andra plats i Segunda Liga och spelar sedan säsongen 2012–13 i Primeira Liga.

## Meriter
- Segunda Liga: 2001–02
- Segunda Divisão: 1994–95, 2000–01

## Placering tidigare säsonger
| Säsong    | Nivå | Liga          | Placering | Referens | Notering                      |
| --------- | ---- | ------------- | --------- | -------- | ----------------------------- |
| 2010/2011 | 2    | Segunda Liga  | 7         | [ 1 ]    |                               |
| 2011/2012 | 2    | Segunda Liga  | 2         | [ 2 ]    | Uppflyttad till Primeira Liga |
| 2012/2013 | 1    | Primeira Liga | 15        | [ 3 ]    | Nedflyttad till Segunda Liga  |
| 2013/2014 | 2    | Segunda Liga  | 1         | [ 4 ]    | Uppflyttad till Primeira Liga |
| 2014/2015 | 1    | Primeira Liga | 11        | [ 5 ]    |                               |
| 2015/2016 | 1    | Primeira Liga | 12        | [ 6 ]    |                               |
| 2016/2017 | 1    | Primeira Liga | 15        | [ 7 ]    |                               |
| 2017/2018 | 1    | Primeira Liga | 15        | [ 8 ]    |                               |
| 2018/2019 | 1    | Primeira Liga | 6         | [ 9 ]    |                               |
| 2019/2020 | 1    | Primeira Liga | 8         | [ 10 ]   |                               |
| 2020/2021 | 1    | Primeira Liga | 8         | [ 11 ]   |                               |
| 2021/2022 | 1    | Primeira Liga | 16        | [ 12 ]   |                               |
| 2022/2023 | 2    | Segunda Liga  | 1         | [ 13 ]   |                               |